# Église Notre-Dame-de-Lourdes de Chaville
Pour les articles homonymes, voir Église Notre-Dame-de-Lourdes.
L'église Notre-Dame-de-Lourdes est une église située au n° 1427 avenue Roger-Salengro dans la ville de Chaville, en Île-de-France, dans le département des Hauts-de-Seine.

## Historique

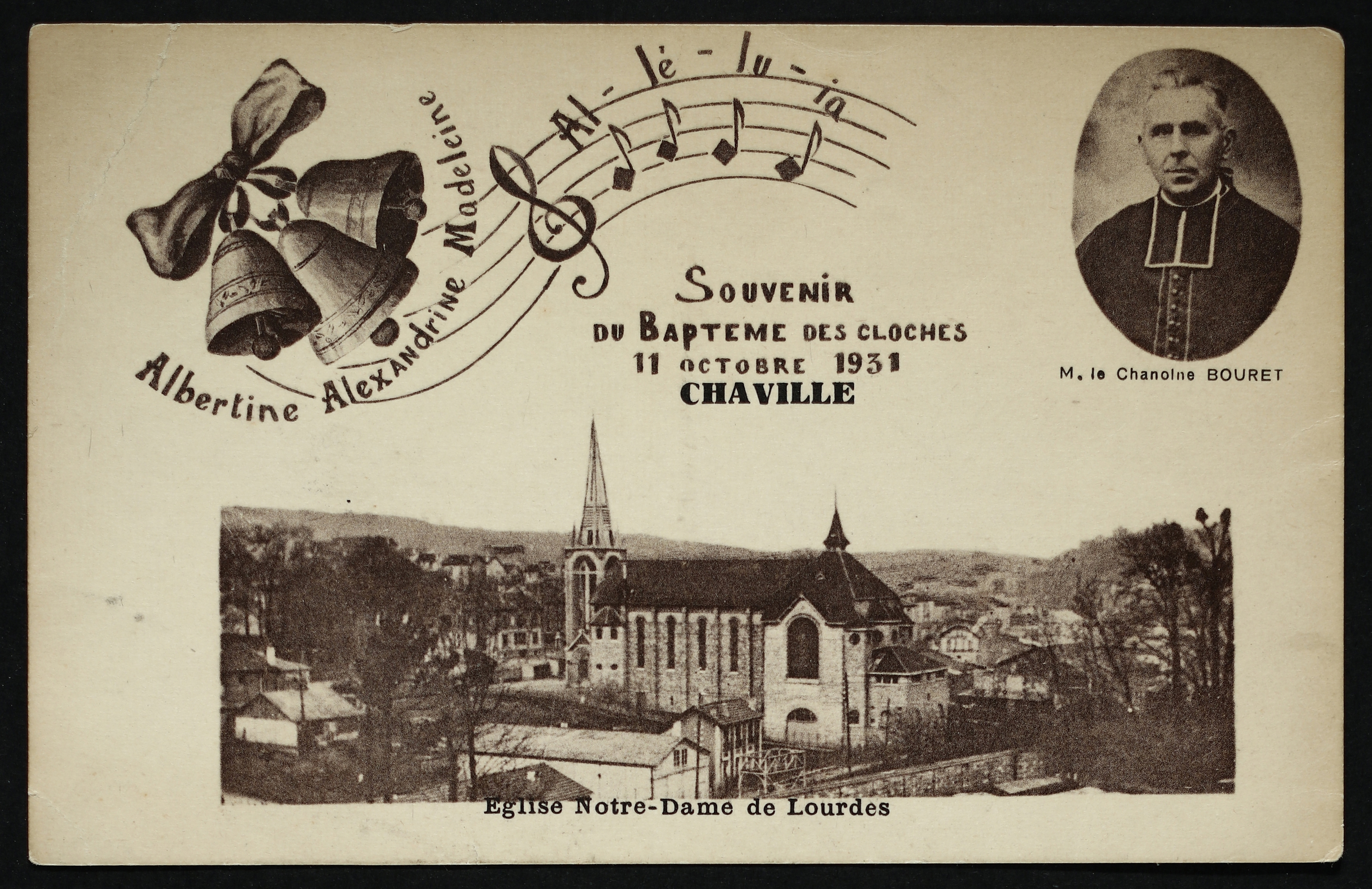
Baptême des cloches, en 1931.

En 1906, l'abbé Albert Anatole Bouret (1867-1935), curé de Chaville, conçoit le projet d'une nouvelle église. Un premier terrain lui est proposé boulevard des Trois-Gares (aujourd'hui le boulevard de la Libération), puis un autre dans le nouveau lotissement du parc Lefebvre, mais choisit pour finir un troisième terrain situé au Doisu.
Cette église fut tout d'abord construite de 1911 à 1914 sur un projet qui s'inspirait de la basilique de Lourdes. Sa construction dura vingt ans.
Les cloches, Albertine, Alexandrine et Madeleine, furent baptisées le 11 octobre 1931.
Elle fut achevée en 1935 par l'érection du clocher.
Elle succède en quelque sorte à l'ancienne église Notre-Dame de Chaville qui, progressivement délabrée, dut être détruite en 1966. Elle en reçut en 1981 ses deux cloches, ainsi que, probablement, un grand crucifix datant du XVIIe siècle.